# هيلينا بارلو
هيلينا بارلو (بالإنجليزية: Helena Barlow)‏ هي ممثلة بريطانية، ولدت في 5 سبتمبر 1998 في لندن في المملكة المتحدة.

## أعمال

### أفلام
- (2011) هاري بوتر ومقدسات الموت – الجزء 2

## وصلات خارجية
- هيلينا بارلو على موقع IMDb (الإنجليزية)
- هيلينا بارلو على موقع أول موفي (الإنجليزية)
- هيلينا بارلو على موقع قاعدة بيانات الفيلم (الإنجليزية)
- هيلينا بارلو على موقع كينوبويسك (الروسية)